# Grillska huset
För andra betydelser, se Grillska huset (olika betydelser).

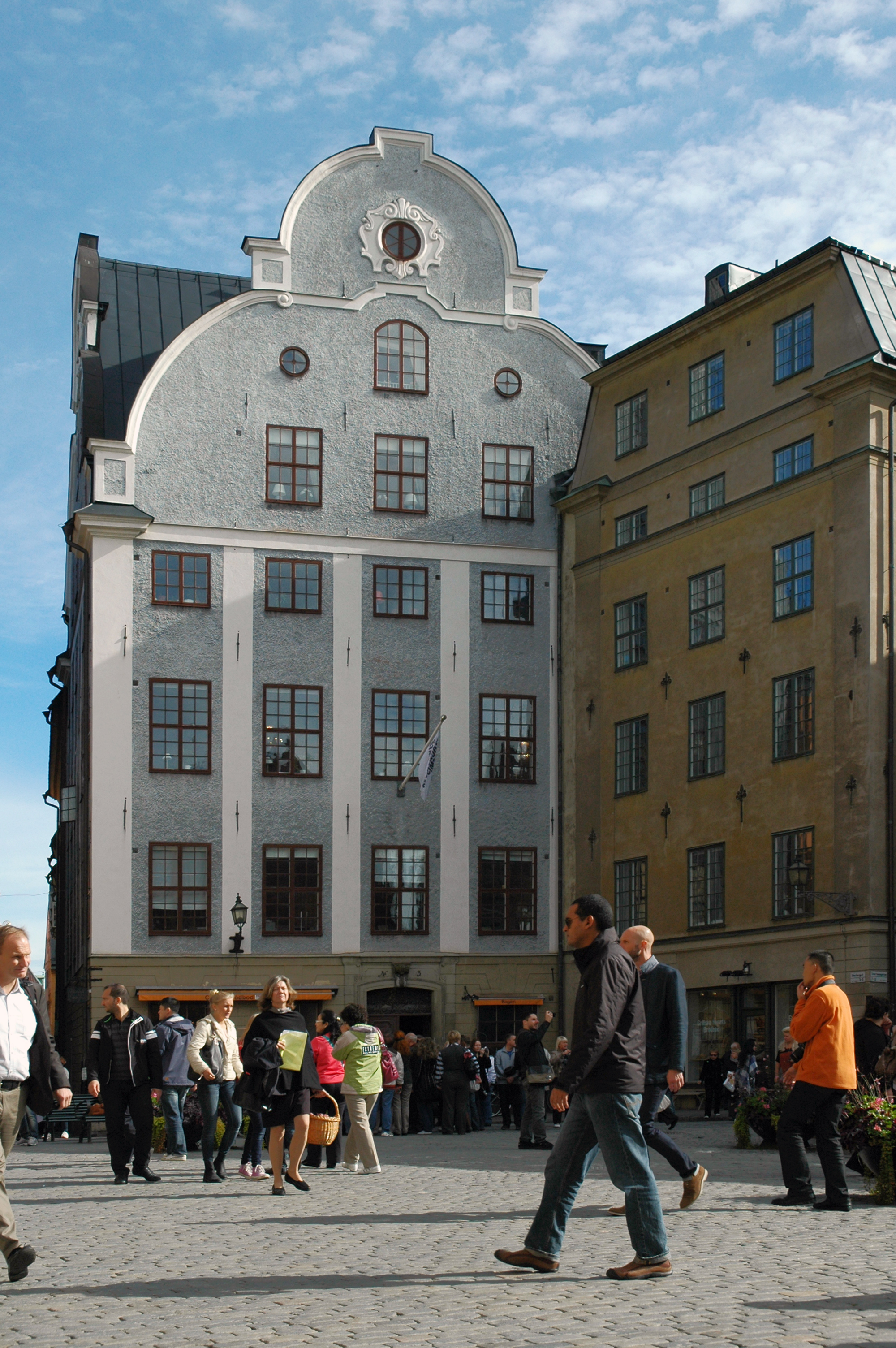
Grillska huset (till vänster), 2012.

Grillska huset, Stortorget 3, Gamla stan, Stockholm, har anor från medeltiden, men en genomgripande ombyggnad skedde 1649. Huset har sedan byggts om och förändrats 1750 och 1914. Från 1600-talsombyggnaden härrör de stora och ovanligt mjukt formade barockgavlarna samt några dekorativt målade bjälklag. Fasadens klassiska lisenindelning och en del bevarade inredningar är från mitten av 1700-talet. I husets bottenvåning ligger Grillska Caféet med en uteservering med utsikt mot gården i kvarteret Cepheus.
Handelsmannen Anthony Grill (1640-1703), som efterträdde sin fader som riksguardie, köpte huset 1681 och därefter var fastigheten i släkten Grills ägo fram till 1800, då handelshuset Carlos & Claes Grill gick i konkurs. Grillska kontoret upptog större delen av bottenvåningen, men där fanns också en port in på gården från Köpmangatan. År 1912 övertog Stadsmissionen huset.